# Mega Man Battle Network
Mega Man Battle Network é o primeiro jogo da série Mega Man a ser um RPG. A história, porém, não se passa na mesma dimensão da série original, e sim em um universo alternativo, tendo como personagem principal Lan Hikari.

## Recepção
Em geral, Mega Man Battle Network foi bem recebido, mantendo uma pontuação agregada de 80% no GameRankings e 79/100 no Metacritic.